# مارک کاستلز
مارک کاستلز (انگلیسی: Marc Castells؛ زادهٔ ۱۲ مارس ۱۹۹۰) بازیکن فوتبال اهل اسپانیا است.
از باشگاه‌هایی که در آن بازی کرده‌است می‌توان به باشگاه فوتبال لاریسا، باشگاه فوتبال رئال اویدو، و باشگاه فوتبال آستراس تریپولی اشاره کرد.